# Jochovcovité
Jochovcovité (Clethraceae) je malá čeleď vyšších dvouděložných rostlin z řádu vřesovcotvaré (Ericales).

## Charakteristika
Jochovcovité jsou opadavé nebo stálezelené keře a stromy s jednoduchými střídavými listy bez palistů. Větévky, listy i květenství jsou často řídce až hustě chlupaté hvězdovitými chlupy, někdy promísenými i chlupy jednoduchými. Listy jsou často nahloučené na koncích větví. Čepel listů je na okraji zubatá nebo méně běžně celokrajná. Charakteristickým květenstvím je mnohokvětý úzký hrozen, někdy u báze větvený a získávající tak latovitý vzhled. Květy jsou pravidelné, oboupohlavné, pětičetné. Kališní lístky jsou vytrvalé, korunní lístky jsou volné nebo srostlé na bázi. Tyčinek je 10, ve dvou kruzích, a jsou přirostlé k bázi korunních lístků. Semeník je svrchní s jedinou čnělkou, srostlý ze 3 nebo 5 plodolistů a se stejným počtem komůrek. V každé komůrce je 1 (Purdiaea) nebo 20 až 40 (Clethra) vajíček. Plodem je mnohasemenná tobolka nebo nepukavý plod s několika semeny.

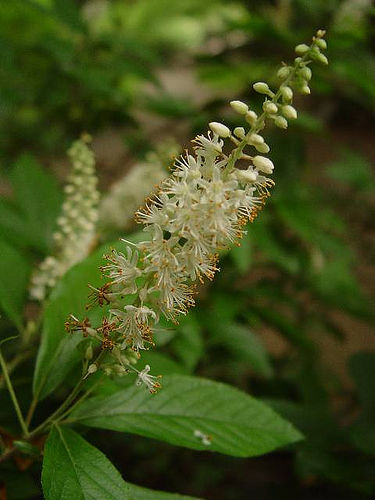
Květenství jochovce Clethra acuminata
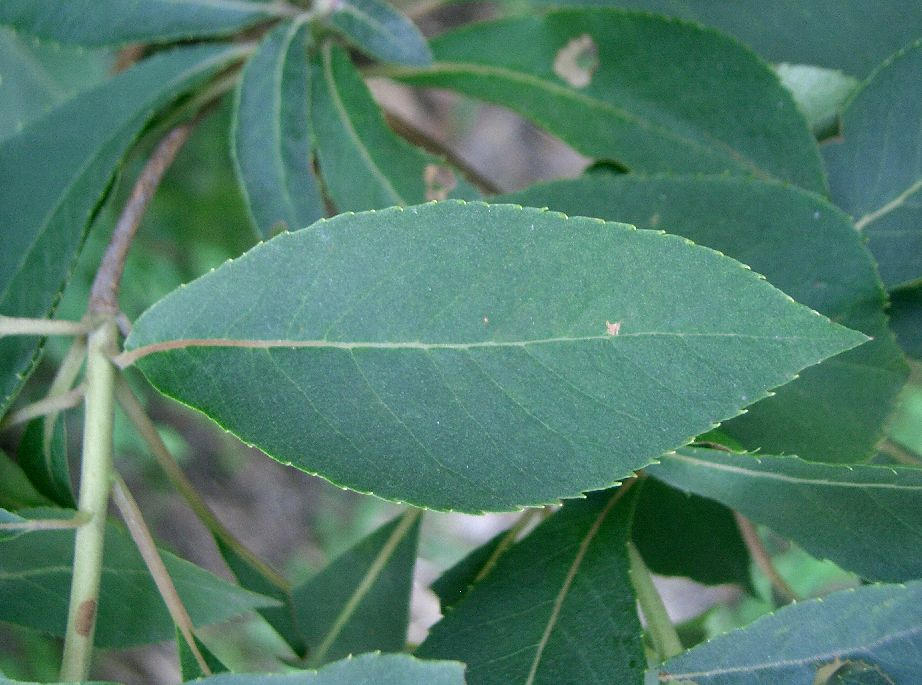
Detail listu jochovce Clethra barbinervis
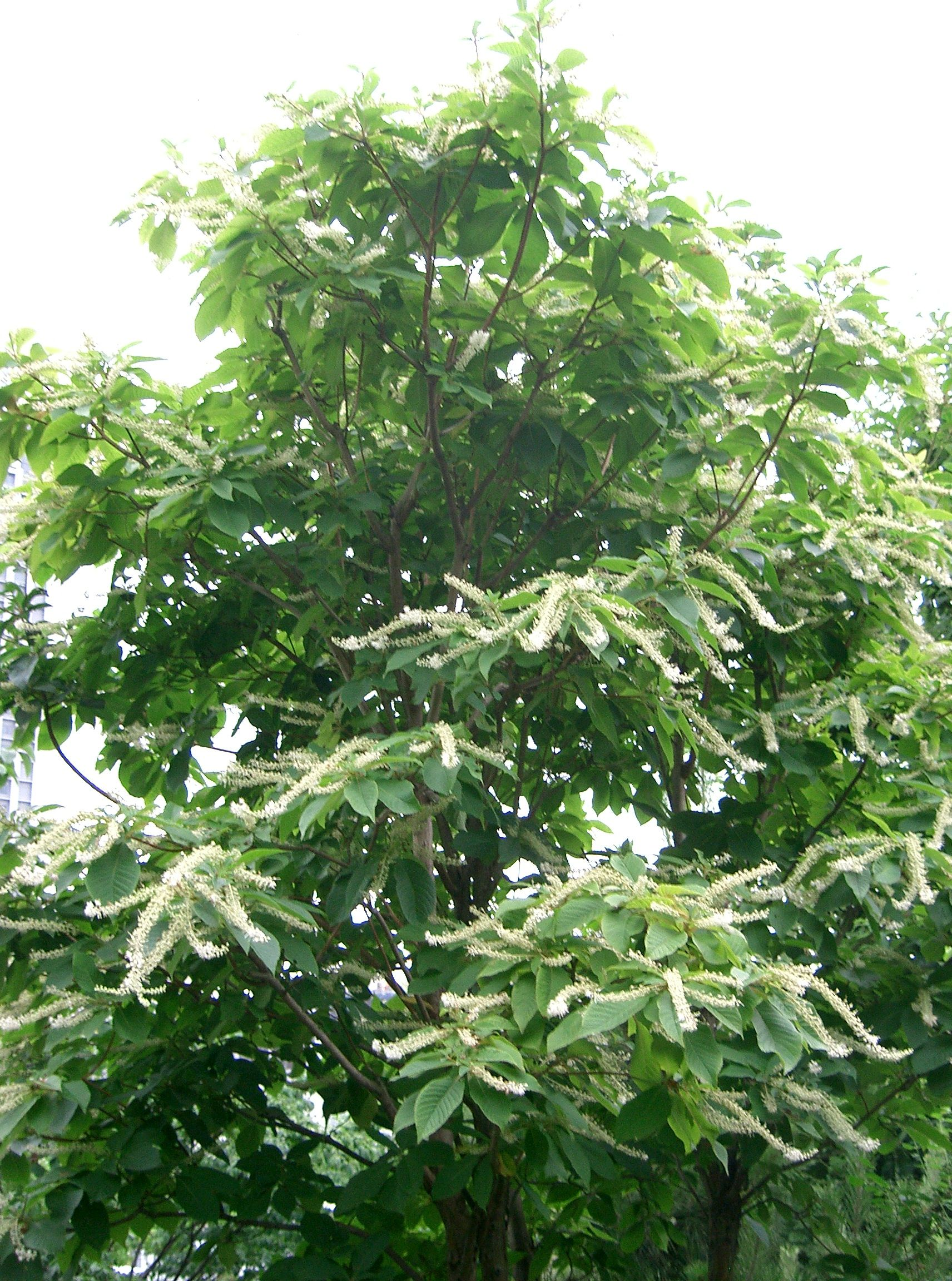
Rozkvetlý jochovec Clethra barbinervis

## Rozšíření
Čeleď má těžiště rozšíření v tropech, několik druhů se však vyskytuje v mírném pásu. Zahrnuje jen dva rody a celkem asi 84 druhů. Těžiště výskytu rodu jochovec (Clethra) je v horách tropické Ameriky (asi 45 druhů) a ve východní a jihovýchodní Asii (23 druhů), 3 druhy rostou v jv. USA a jeden na Madeiře. Rod Purdiaea roste v tropické Americe, přičemž většina druhů pochází z Kuby.

## Taxonomie
Podle molekulárních výzkumů tvoří Clethraceae monofyletickou větev s čeleděmi Cyrillaceae a vřesovcovité (Ericaceae).
Rod Purdiaea byl původně řazen do blízce příbuzné čeledi Cyrillaceae, na základě celkem nedávných výzkumů byl přeřazen sem.

## Využití
Několik druhů jochovce ze Severní Ameriky, Číny i Japonska je pěstováno jako okrasné dřeviny ceněné pozdně letním kvetením.